# Comuna de Proszowice
Proszowice (polaco: Gmina Proszowice) é uma gminy (comuna) na Polónia, na voivodia de Pequena Polónia e no condado de Proszowicki. A sede do condado é a cidade de Proszowice.
De acordo com os censos de 2004, a comuna tem 16 273 habitantes, com uma densidade 163,1 hab/km².

## Área
Estende-se por uma área de 99,78 km², incluindo:
- área agricola: 90%
- área florestal: 2%

## Demografia
Dados de 30 de Junho 2004:
|                      | Total   | Total | Mulheres | Mulheres | Homens  | Homens |
| -------------------- | ------- | ----- | -------- | -------- | ------- | ------ |
|                      | pessoas | %     | pessoas  | %        | pessoas | %      |
| População            | 16 273  | 100   | 8297     | 51       | 7976    | 49     |
| Densidade (pop./km²) | 163,1   | 100   | 83,2     | 83,2     | 79,9    | 79,9   |

De acordo com dados de 2002, o rendimento médio per capita ascendia a 1171,73 zł.

## Subdivisões
- Bobin, Ciborowice, Czajęcice, Gniazdowice, Górka Stogniowska, Jakubowice, Jazdowiczki, Kadzice, Klimontów, Koczanów, Kościelec, Kowala, Łaganów, Makocice, Mysławczyce, Opatkowice, Ostrów, Piekary, Posiłów, Przezwody, Stogniowice, Szczytniki, Szczytniki-Kolonia, Szklana, Szreniawa-Klimontów, Teresin, Więckowice, Wolwanowice, Żębocin.

## Comunas vizinhas
- Igołomia-Wawrzeńczyce, Kazimierza Wielka, Koniusza, Koszyce, Nowe Brzesko, Pałecznica, Radziemice